# Trận Nisibis (217)
Trận Nisibis xảy ra vào mùa hè năm 217 giữa quân đội của đế quốc La Mã dưới sự chỉ huy của hoàng đế Macrinus mới lên ngôi và quân đội Parthia của vua Artabanus IV. Trận đánh đã kéo dài trong ba ngày và kết quả là một trận chiến đẫm máu nhưng bất phân thắng bại, cả hai bên đều bị thương vong lớn. Như là kết quả của trận đánh, Macrinus đã buộc phải cầu hòa và trả cho người Parthia một khoản tiền rất lớn và từ bỏ cuộc xâm lược vùng Lưỡng Hà mà Caracalla đã bắt đầu một năm trước đó.

## Bối cảnh
Trong nhiều thế kỷ, Roma và Parthia đã thống trị khu vực Trung Đông và trở thành đối thủ của nhau. Trong thời gian đó, một số cuộc xâm lược lãnh thổ của người Parthia đã được những nhà lãnh đạo La Mã tiến hành, đáng chú ý nhất là chiến dịch thất bại của Crassus và cuộc chinh phục của vùng Lưỡng Hà của Trajan. Trong giai đoạn đầu của thập niên 210, một cuộc nội chiến nổ ra bên trong đế quốc Parthia, tại đó Artabanus IV đã nổi dậy chống lại người anh trai Vologases VI của ông ta. Artabanus nhanh chóng thiết lập sự kiểm soát đối với hầu hết các vùng lãnh thổ phía tây, đưa ông tiếp xúc với đế quốc La Mã. Tại thời điểm này, hoàng đế La Mã Caracalla, người tự coi mình là một Alexandros thứ hai, đã quyết định tận dụng cơ hội từ cuộc xung đột nội bộ này của người Parthia. Ông đề xuất một liên minh với Artabanus, và thậm chí còn hỏi cưới con gái của ông ta. Khi liên minh đã được thoả thuận, Caracalla cùng với quân đội của ông tiến vào vùng Lưỡng Hà mà không gặp phải sự kháng cự, bề ngoài là để gặp gỡ đồng minh và người cha vợ tương lai của mình. Tuy nhiên, khi ông bắt gặp Artabanus và triều đình của ông ta, Caracalla đã bất ngờ tấn công và giết nhiều người trong số họ. Artabanus đã trốn thoát, nhưng người La Mã lại được tự do cướp bóc các vùng đất phía đông của sông Tigris trước khi trở về Edessa để trú đông.
Tuy nhiên, vào ngày 08 tháng 4 năm 217, Caracalla đã bị viên thái thú pháp quan Marcus Opellius Macrinus sát hại. Sau đó, Macrinus trở thành hoàng đế, nhưng vào lúc này Artabanus đang trên đường tiến quân tới và ông ta đã tập hợp được một đội quân lớn để trả thù cho sự lừa dối của người La Mã. Tình hình này cũng đã được chính bản thân Macrinus tóm tắt lại trong bài diễn văn của ông ta trước quân đội của mình, và cũng được Herodian ghi lại:
| “ | Các ngươi thấy đấy những kẻ man rợ với toàn bộ đám người phương đông của hắn đã chống lại chúng ta, và Artabanus dường như có lý do chính đáng cho sự thù hằn của hắn. Chúng ta đã khiêu khích ông ta bằng cách phá vỡ hiệp ước, và trong thời điểm hoàn toàn hòa bình, chúng ta lại bắt đầu một cuộc chiến tranh. [...]" | ” |

Đầu tiên Macrinus, vốn không có kinh nghiệm quân sự và muốn tránh một trận chiến, đã cố gắng để xoa dịu và đạt được một sự dàn xếp với Artabanus, ông đề nghị trao trả tất cả các tù nhân. Nhưng Artabanus từ chối điều này và yêu cầu bồi thường bằng tiền bạc, xây dựng lại các thành phố bị phá hủy và cắt nhượng các tỉnh La Mã ở phía bắc Lưỡng Hà, mà mới được Septimius Severus chinh phục trước đó. Các điều khoản này là không thể chấp nhận đối với những người La Mã, và vì vậy Macrinus đã từ chối chúng.